# 叙利亚民主人民党
叙利亚民主人民党（阿拉伯语：حزب الشعب الديمقراطي السوري）是叙利亚的一个左翼政党。该党成立于1973年，由叙利亚共产党内反对该党领导人哈立德·巴格达什的一些人组成，当时采用的党名是叙利亚共产党（政治局）。从1970年代后期开始，该党一直反对叙利亚复兴党政权并遭受它的镇压，许多成员被逮捕入狱。2005年，该党放弃了马列主义意识形态，改宗社会民主主义，并改用现在的党名。2011年叙利亚内战爆发后，该党参与组建叙利亚全国委员会并扮演了关键角色。2012年，该党成员乔治·萨卜拉当选为叙利亚全国委员会主席。